# Fleuve Saint-John
Le fleuve Saint John est, avec un cours de 282 km, l'un des six principaux fleuves du Liberia. Il prend sa source dans les plateaux de la Guinée voisine, adopte un cours orienté globalement vers le sud-ouest à travers le Liberia et se jette dans l’Océan Atlantique à Bassa Cove, près d'Edina dans le Comté de Grand Bassa. Son bassin hydrographique s'étend sur 15 000 km2.

## Hydrographie
Les sources du fleuve se trouvent au Mont Nimba, piton de la dorsale guinéenne. Le cours d'eau s'oriente d'abord vers le sud en direction du Liberia. Il rejoint la frontière entre la Guinée et le Liberia, dont il dessine les contours sur une dizaine de kilomètres depuis de la ville frontière de Yalata, aux confins du Comté de Bong au Liberia. À Niatande, au Liberia, il reçoit les eaux du Mani et s'enfonce dans le Liberia, où il marque la frontière entre les comtés de Bong et de Nimba. Il poursuit sa route vers le sud-ouest pendant approximativement 24 km avant de s'incliner au sud-est sur un tronçon de 20 km. Aux environs de Zahn il reçoit les apports d'une petite rivière, puis reprend son orientation au sud-ouest.
Au terme de près de 24 km il forme la frontière entre les comtés de Bong et de Grand Bassa, et s'incline vers l'ouest sur 16 km. Puis le fleuve reprend son orientation au sud-ouest, et au bout de 48 km travers le comté de Grand Bassa. Au bout de 13 km il descend vers le sud sur 13 km avant de reprendre son orientation générale vers le sud-ouest, qu'il conserve sur près de 15 km. Dans les environs de Shoigabli il s'incline à nouveau vers le sud sur 15 km, arrose le pied du Mont Finley et tourne vers l'ouest/sud-oest sur 15 km. Il s'élargit notablement entre Zoblum et Alfabli, tourne au nord-ouest sur 5 km environ, puis dessine une ébauche de méandre vers l'ouest (2 km) en direction de Hartford. Enfin elle plonge au sud-ouest vers la côte pour les derniers 10 km. Là, elle reçoit les apports du Mechlin et du Benson juste avant de se déverser dans l'Océan Atlantique, entre les ports d'Edina et de Buchanan.

## Hydrologie
Le bassin hydrographique s'étend sur 14 762 km2 à travers le Liberia et la Guinée. Avec ses 282 km de longueur, c'est l'un des six principaux cours d'eau du Liberia,, qui n'en compte que seize. Le débit annuel moyen du fleuve Saint-John est de 136,06 m3/s d'après la station continentale de Baila. Durant la saison des pluies, en octobre, le débit moyen est de 233,49 m3/s, alors qu'à la saison sèche (février) il descend à 18,95 m3/s en moyenne au même endroit.
L'embouchure du fleuve se trouve à environ 95 km au sud et à l'est de celle de la rivière Saint-Paul près de Monrovia. La vallée est ponctuée de quelques rapides depuis la source jusqu'à l’océan, avec pourtant une seule cascade. Le fleuve atteint sa largeur extrême (1 000 m) peu avant son estuaire à hauteur de l'île de Factory Island, qui est d'ailleurs la plus grande île. Le fleuve doit son nom aux explorateurs portugais qui, au XVe siècle, le découvrirent le jour de la Nativité de saint Jean-Baptiste.

### Faune aquatique
Le fleuve Saint John abrite une faune encore très riche et variée sur tout son cours. Parmi les espèces rencontrées, on trouve le Faux-gavial d'Afrique dans la moyenne vallée du fleuve. On a dénombré au moins 65 espèces de poissons, dont plusieurs variétés de Mastacembelidae, le Barbeau ivoirien, Chrysichthys johnelsi, des Killi, des poissons-chats, la perche du Nil, et des Tilapia. Les oiseaux nichent aussi bien sur les berges que dans les îles. Plusieurs espèces paléoarctiques, les bécassines, le Chevalier aboyeur, le Petit Gravelot ainsi que des mammifères comme le Chevrotain aquatique ou le Pangolin à triple crête fréquentent les zones humides de Kpatawee dans le comté de Bong.